# برونو سامبو
برونو سامبو (انگلیسی: Bruno Sambo؛ زادهٔ ۲۴ مارس ۱۹۹۶) بازیکن فوتبال اهل فرانسه است.
از باشگاه‌هایی که در آن بازی کرده‌است می‌توان به باشگاه فوتبال آژاکسیو اشاره کرد.